# I Like Your Style
I Like Your Style – album Jermaine'a Jackson wydany przez Motown w 1981 roku.

## Lista utworów
1. I Gotta Have Ya 5:09 (Jermaine Jackson, Michael L. Smith, Paul M. Jackson,Jr.)
2. I'm Just Too Shy 3:47 (Jermaine Jackson)
3. You're Givin' Me The Runaround 3:36 (Jermaine Jackson, Paul M. Jackson,Jr.)
4. Paradise In Your Eyes 5:10 (Jermaine Jackson)
5. Is It Always Gonna Be Like This 4:08 (Jermaine Jackson, Rita Coolidge)
6. Signed, Sealed, Delivered, I'm Yours 3:46 (Lee Garrett, Lula Hardaway, Stevie Wonder, Syreeta Wright)
7. Maybe Next Time 3:58 (Jermaine Jackson)
8. I Can't Take No More 3:19 (Clarence McDonald, Jermaine Jackson, Paul M. Jackson,Jr.)
9. It's Still Undone 5:45 (Jermaine Jackson)
10. I'm My Brother's Keeper 4:27 (Elliot Willensky, Jermaine Jackson)

## Single
- Signed Sealed Delivered, I'm Yours - październik 1981
- I'm Just Too Shy - listopad 1981
- Paradise in Your Eyes - grudzień 1981